# Armando Donoso

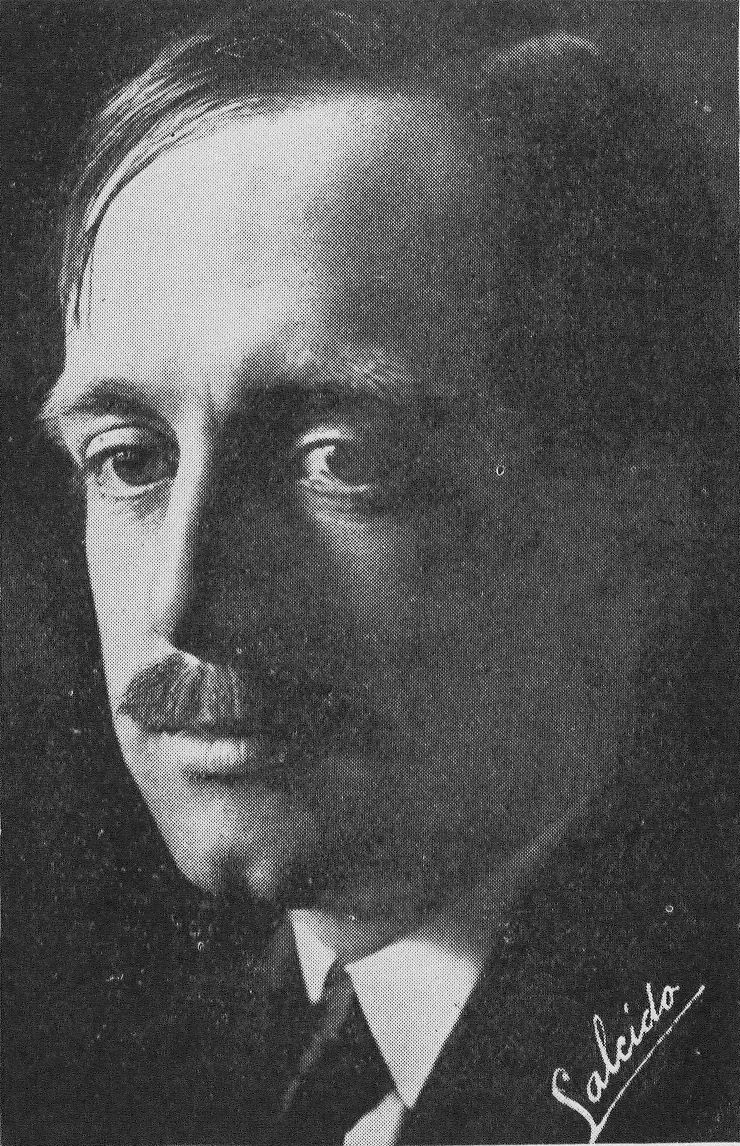
Armando Donoso

Armando Donoso (* 18. September 1886 in Talca; † 17. Januar 1946 in New York City) war ein chilenischer Essayist, Journalist, Herausgeber und Literaturkritiker.
Donoso, der bei Enrique Molina Garmendia studiert hatte, war der bedeutendste chilenische Literaturkritiker seiner Zeit. Er schrieb Kritiken für den El Diario Ilustrado und war Redaktionssekretär und stellvertretender Chefredakteur des El Mercurio. Von 1913 bis 1921 verfasste er auch Beiträge für das Pacífico Magazine. Außerdem schrieb er auch für Zig-Zag, Pluma de Lapíz, Los Diez, Revista de Artes y Leteras, Revista Chilena, Anales de Universidad de Chile, José Ingenieros’ Revista de Filosofia und andere lateinamerikanische und spanische Zeitschriften.
Er veröffentlichte eine kritische Ausgabe des Gesamtwerkes von Carlos Pezoa Véliz sowie Neuausgaben gesammelter Werke von Rubén Darío und Domingo Faustino Sarmiento, eine Monographie über den spanischen Schriftsteller Marcelino Menéndez y Pelayo und eine Biographie von Pedro Antonio González. Neben Julio Ortiz de Zárate, Pedro Prado, Juan Francisco González, Manuel Magallanes Moure, Augusto d’Halmar, Julio Bertrand Vidal und anderen gehörte er zur Grupo de los Diez.
1925 reiste er mit seiner Frau, der Lyrikerin María Monvel, nach Madrid. Hier erschien sein wichtigstes Werk, La otra América mit einem Vorwort von Enrique Díez Canedo. Donoso starb 1946 in New York an den Folgen einer Operation.